# Estouches
Estouches (prononcé [ɛst̪uʃ ] ) est une ancienne commune française située dans le département de l'Essonne en région Île-de-France.
Le 1er janvier 2019, elle fusionne avec Méréville pour former la commune nouvelle du Mérévillois.
Ses habitants sont appelés les Estornaciens.

## Géographie

### Situation

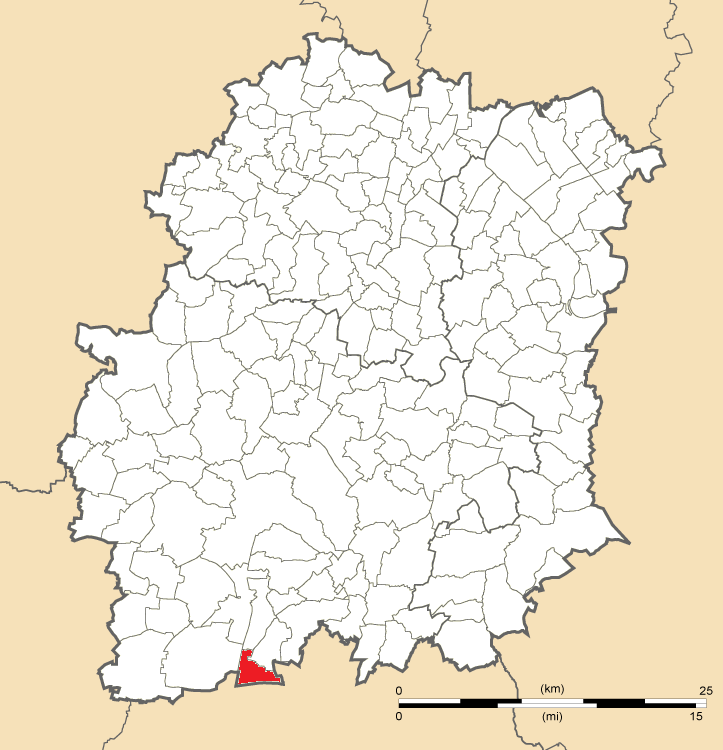
Position d’Estouches en Essonne.

Estouches est située à soixante-quatre kilomètres au sud-ouest de Paris-Notre-Dame, point zéro des routes de France, quarante-quatre kilomètres au sud-ouest d'Évry, quinze kilomètres au sud d'Étampes.

### Hydrographie
Il n'existe aucun réseau hydrographique de surface.

### Relief et géologie
Le point le plus bas de la commune est situé à cent vingt-quatre mètres d'altitude et le point culminant à cent trente-huit mètres.

### Communes limitrophes
| Saint-Cyr-la-Rivière    | Arrancourt  |           |
| Méréville               | Estouches   | Sermaises |
| Autruy-sur-Juine Loiret | Pannecières |           |

### Voies de communication et transports
Estouches est desservie par les lignes 317 et 318 du réseau de bus Essonne Sud Ouest.

### Occupation des solssimplifiée
Le territoire de la commune se compose en 2017 de 95,05 % d'espaces agricoles, forestiers et naturels, 1,14 % d'espaces ouverts artificialisés et 3,81 % d'espaces construits artificialisés.

### Climat
Estouches, située en Île-de-France, bénéficie d'un climat océanique dégradé.

## Toponymie
Le nom du lieu tire son origine de l'ancienne expression Es Touches signifiant « dans les bois ». 
La commune est créée en 1793 avec son nom actuel.

## Histoire
Seigneurie des Selves au XVIIe siècle.
La commune disposa de 1905 à 1969 de la gare d'Estouches, sur l'ancienne ligne d'Étampes à Beaune-la-Rolande.
Le 28 septembre 2018, le préfet de l'Essonne a signé l'arrêté de création de la commune nouvelle « Le Mérévillois » entre les communes de Méréville et Estouches. La commune nouvelle sera effective au 1er janvier 2019.

## Politique et administration

### Rattachements administratifs et électoraux
Antérieurement à la loi du 10 juillet 1964, la commune faisait partie du département de Seine-et-Oise. La réorganisation de la région parisienne en 1964 fit que la commune appartient désormais au département de l'Essonne et à son arrondissement d'Étampes, après un transfert administratif effectif au 1er janvier 1968. 
Pour l'élection des députés, elle fait partie depuis 2010 de la deuxième circonscription de l'Essonne.
Elle faisait partie depuis 1801 du canton de Méréville. Dans le cadre du redécoupage cantonal de 2014 en France, la commune est désormais rattachée au canton d'Étampes.

### Intercommunalité
La commune fait partie depuis 2013 de la communauté de communes  de l'Étampois Sud-Essonne, qui s'est transformée en communauté d'agglomération le 1er janvier 2016 sous le nom de Communauté d'agglomération de l'Étampois Sud-Essonne.

### Tendances et résultats politiques
Élections présidentielles
Résultats des deuxièmes tours :
- Élection présidentielle de 2002 : 75,86 % pour Jacques Chirac (RPR), 24,14 % pour Jean-Marie Le Pen (FN), 77,71 % de participation[11].
- Élection présidentielle de 2007 : 50,36 % pour Nicolas Sarkozy (UMP), 49,64 % pour Ségolène Royal (PS), 84,52 % de participation[12].
- Élection présidentielle de 2012 : 54,87 % pour François Hollande (PS), 45,13 % pour Nicolas Sarkozy (UMP), 78,57 % de participation[13].

Élections législatives
Résultats des deuxièmes tours :
- Élections législatives de 2002 : 73,42 % pour Franck Marlin (UMP), 26,58 % pour Gérard Lefranc (PCF), 50,32 % de participation[14].
- Élections législatives de 2007 : 67,65 % pour Franck Marlin (UMP) élu au premier tour, 17,65 % pour Marie-Agnès Labarre (PS), 61,31 % de participation[15].
- Élections législatives de 2012 : 74,68 % pour Franck Marlin (UMP), 25,32 % pour Béatrice Pèrié (PS), 52,90 % de participation[16].

Élections européennes
Résultats des deux meilleurs scores :
- Élections européennes de 2004 : 19,79 % pour Harlem Désir (PS) et Marine Le Pen (FN), 9,09 % pour Patrick Gaubert (UMP) et Charles Pasqua (MPF), 46,45 % de participation[17].
- Élections européennes de 2009 : 22,81 % pour Michel Barnier (UMP), 17,54 % pour Daniel Cohn-Bendit (Les Verts), 36,69 % de participation[18].

Élections régionales
Résultats des deux meilleurs scores :
- Élections régionales de 2004 : 45,00 % pour Jean-Paul Huchon (PS), 36,00 % pour Jean-François Copé (UMP), 65,16 % de participation[19].
- Élections régionales de 2010 : 68,18 % pour Jean-Paul Huchon (PS), 31,82 % pour Valérie Pécresse (UMP), 44,05 % de participation[20].

Élections cantonales et départementales
Résultats des deuxièmes tours :
- Élections cantonales de 2004 : 50,52 % pour Franck Marlin (UMP), 49,48 % pour Patrice Chauveau (PCF), 65,16 % de participation[21].
- Élections cantonales de 2011 : 75,81 % pour Guy Crosnier (UMP), 24,19 % pour Jacques Met (FN), 38,60 % de participation[22].

Référendums
- Référendum de 2000 relatif au quinquennat présidentiel : 60,00 % pour le Oui, 40,00 % pour le Non, 33,09 % de participation[23].
- Référendum de 2005 relatif au traité établissant une Constitution pour l'Europe : 66,38 % pour le Non, 33,62 % pour le Oui, 74,05 % de participation[24].

### Politique locale
Les communes de  Méréville, Estouches et Monnerville ont envisagé en 2016 de fusionner en formant une commune nouvelle. Si le conseil municipal de Monnerville a finalement refusé de participer à la fusion, ceux de  Méréville et Estouches ont confirmé en juillet 2018 leur volonté de constituer la commune nouvelle du Mérévillois au 1er janvier 2019.

### Liste des maires
| Période                                  | Période       | Identité          | Étiquette | Qualité |
| ---------------------------------------- | ------------- | ----------------- | --------- | ------- |
| Les données manquantes sont à compléter. |               |                   |           |         |
| mai 1925                                 |               | V. Desgouillons   |           |         |
| Les données manquantes sont à compléter. |               |                   |           |         |
| 2001                                     | 2008          | Jean-Claude Bessé | DVD       |         |
| 2008                                     | décembre 2018 | David Loignon     | SE        |         |

## Population et société

### Démographie
Évolution démographique
L'évolution du nombre d'habitants est connue à travers les recensements de la population effectués dans la commune depuis 1793. Pour les communes de moins de 10 000 habitants, une enquête de recensement portant sur toute la population est réalisée tous les cinq ans, les populations de référence des années intermédiaires étant quant à elles estimées par interpolation ou extrapolation. Pour la commune, le premier recensement exhaustif entrant dans le cadre du nouveau dispositif a été réalisé en 2004.

En 2016, la commune comptait 252 habitants, en évolution de +21,74 % par rapport à 2010 (Essonne : +2,89 %, France hors Mayotte : +2,11 %).
| 1793 | 1800 | 1806 | 1821 | 1831 | 1836 | 1841 | 1846 | 1851 |
| ---- | ---- | ---- | ---- | ---- | ---- | ---- | ---- | ---- |
| 156  | 166  | 149  | 133  | 137  | 150  | 177  | 180  | 148  |

| 1856 | 1861 | 1866 | 1872 | 1876 | 1881 | 1886 | 1891 | 1896 |
| ---- | ---- | ---- | ---- | ---- | ---- | ---- | ---- | ---- |
| 148  | 158  | 148  | 158  | 160  | 165  | 164  | 169  | 165  |

| 1901 | 1906 | 1911 | 1921 | 1926 | 1931 | 1936 | 1946 | 1954 |
| ---- | ---- | ---- | ---- | ---- | ---- | ---- | ---- | ---- |
| 162  | 167  | 165  | 154  | 151  | 152  | 151  | 127  | 166  |

| 1962 | 1968 | 1975 | 1982 | 1990 | 1999 | 2004 | 2006 | 2009 |
| ---- | ---- | ---- | ---- | ---- | ---- | ---- | ---- | ---- |
| 150  | 115  | 113  | 179  | 189  | 182  | 206  | 209  | 206  |

| 2014 | 2016 | - | - | - | - | - | - | - |
| ---- | ---- | - | - | - | - | - | - | - |
| 243  | 252  | - | - | - | - | - | - | - |

Pyramide des âges en 2009
| Hommes | Classe d’âge | Femmes |
| ------ | ------------ | ------ |
| 0,0    | 90 ans ou +  | 0,0    |
| 5,0    | 75 à 89 ans  | 6,7    |
| 12,9   | 60 à 74 ans  | 11,4   |
| 18,8   | 45 à 59 ans  | 18,1   |
| 31,7   | 30 à 44 ans  | 30,5   |
| 10,9   | 15 à 29 ans  | 8,6    |
| 20,8   | 0 à 14 ans   | 24,8   |

| Hommes | Classe d’âge | Femmes |
| ------ | ------------ | ------ |
| 0,3    | 90 ans ou +  | 0,8    |
| 4,4    | 75 à 89 ans  | 6,7    |
| 11,3   | 60 à 74 ans  | 11,9   |
| 19,9   | 45 à 59 ans  | 20,0   |
| 21,9   | 30 à 44 ans  | 21,4   |
| 20,6   | 15 à 29 ans  | 19,2   |
| 21,7   | 0 à 14 ans   | 20,0   |

### Enseignement
Les élèves d'Estouches sont rattachés à l'académie de Versailles. 
La commune ne dispose d'aucun établissement scolaire sur son territoire, et les enfants sont scolarisés à Méréville.

### Lieux de culte
La paroisse catholique d'Estouches est rattachés au secteur pastoral de Saint-Michel-de-Beauce-Étampes et au diocèse d'Évry-Corbeil-Essonnes. Elle dispose de l'église Notre-Dame-de-la-Nativité-de-la-Très-Sainte-Vierge.

### Médias
L'hebdomadaire Le Républicain relate les informations locales. La commune est en outre dans le bassin d'émission des chaînes de télévision France 3 Paris Île-de-France Centre, IDF1 et Téléssonne intégré à Télif.

## Économie

### Emplois, revenus et niveau de vie
En 2006, le revenu fiscal médian par ménage était de 19 902 €, ce qui plaçait la commune au 3 434e rang parmi les 30 687 communes de plus de cinquante ménages que compte le pays et au 158e rang départemental.
| Répartition des emplois par catégories socioprofessionnelles en 2006. |              |                                           |                                                   |                            |                          |                           |
|                                                                       | Agriculteurs | Artisans, commerçants, chefs d’entreprise | Cadres et professions intellectuelles supérieures | Professions intermédiaires | Employés                 | Ouvriers                  |
| Estouches                                                             | -            | -                                         | -                                                 | -                          | -                        | -                         |
| Zone d’emploi d’Étampes                                               | 1,8 %        | 6,2 %                                     | 15,1 %                                            | 24,9 %                     | 27,2 %                   | 24,8 %                    |
| Moyenne nationale                                                     | 2,2 %        | 6,0 %                                     | 15,4 %                                            | 24,6 %                     | 28,7 %                   | 23,2 %                    |
| Répartition des emplois par secteurs d’activités en 2006.             |              |                                           |                                                   |                            |                          |                           |
|                                                                       | Agriculture  | Industrie                                 | Construction                                      | Commerce                   | Services aux entreprises | Services aux particuliers |
| Estouches                                                             | -            | -                                         | -                                                 | -                          | -                        | -                         |
| Zone d’emploi d’Étampes                                               | 2,9 %        | 16,1 %                                    | 6,7 %                                             | 14,8 %                     | 9,2 %                    | 5,8 %                     |
| Moyenne nationale                                                     | 3,5 %        | 15,2 %                                    | 6,4 %                                             | 13,3 %                     | 13,3 %                   | 7,6 %                     |
| Sources : Insee,                                                      |              |                                           |                                                   |                            |                          |                           |

## Culture locale et patrimoine

### Lieux et monuments
Quelques bosquets boisés ont été recensés au titre des espaces naturels sensibles par le conseil départemental de l'Essonne.

## Héraldique
| Blason de Estouches | Blason  | D'azur à onze fleurs de lys d'or disposées 3, 2, 3, 2, 1. |
| Blason de Estouches | Détails | Le statut officiel du blason reste à déterminer.          |